# Извалта
И́звалта (латыш. Izvalta) — населённый пункт в Краславском крае Латвии. Административный центр Извалтской волости. Находится на реке Рудня. Расстояние до города Краслава составляет около 12 км. По данным на 2015 год, в населённом пункте проживал 281 человек. Есть начальная школа, дом культуры, библиотека, аптека, практика семейного врача, магазин. Главная достопримечательность села — монастырский комплекс иезуитов.

## История
Впервые упоминается в 1625 году. В XVII—XVIII веках являлось владением иезуитов.
В советское время населённый пункт был центром Извалтского сельсовета Краславского района. В селе располагалась центральная усадьба колхоза «Циня».